# Mtskheta-Mtianeti
Mtskheta-Mtianeti (georgià: მცხეთა-მთიანეთი) és una regió (mkhare) de l'est de Geòrgia que inclou Mtskheta, la capital regional, i les zones muntanyoses contigües. Una petita franja a l'oest de la regió forma part del territori controlat per l'autoproclamada República d'Ossètia del Sud. Inclou les regions muntanyoses històriques de Khèvia, Mtiulètia, Khevsurètia i Pxavi, i una part del Kartli, centrada en la capital Mtskheta i l'antic principat de Mukhrani.

## Municipis
La regió comprèn cinc municipis:
| Municipi  | Habitants (2014) | Població principal | Habitants (2014) |
| --------- | ---------------- | ------------------ | ---------------- |
| Akhalgori | 7703             | Akhalgori          | 2500             |
| Duixeti   | 25659            | Duixeti            | 6167             |
| Tianeti   | 9468             | Tianeti            | 2479             |
| Mtskheta  | 47711            | Mtskheta           | 7940             |
| Kazbegui  | 3795             | Stepantsminda      | 1326             |